# フサイン・イブン・アリー (イマーム)
フサイン・イブン・アリー・イブン・アビー＝ターリブ（アラビア語: الحسين بن علي بن أﺑﻲ طالب, ラテン文字転写: al-Ḥusayn ibn ‘Alī ibn Abī Ṭālib; 626年8月28日 - 680年10月10日）は、イスラーム・シーア派における第3代イマーム（ごく一部では第2代）。母は預言者ムハンマドの娘ファーティマ・ザフラー、父はムハンマドの従兄弟アリー・イブン・アビー＝ターリブ。ムハンマドの孫にあたり、シーア派のみならずスンナ派でもアフル・アル＝バイト（御家＝ムハンマド家）の一員として崇敬される。
フサインはヒジュラ暦61年のアーシューラー（ムハッラム月10日、ユリウス暦では680年10月10日）、カルバラーの戦いで惨敗を喫し戦死した。シーア派はアーシューラーに、その死を悲しむ祭式を行う。
フセインの死は、ウマイヤ朝の正当性を損なうだけでなく、アッバース革命を通じてウマイヤ朝を打倒するのにも役立った。シーア派は彼を抑圧との闘いの象徴だと考えている。

## 出自
フサインはアリーとファーティマの次男である。フサインと兄ハサン・イブン・アリーはともに祖父ムハンマドの多大な愛を受けたという。
「ハッサンとフセインは天国で最高の若者である」とムハンマドは彼と彼の兄弟について語った。
フセインの子供時代の最も重要なイベントの1つは、彼がムバヒライベントに参加したことだ。 
フサインとハサンの母ファーティマは幼時に没し、多数の異母兄弟とともに継母らに育てられた。フサインの育った時代は、イスラーム勢力が中東において急激に拡大した嵐のような時代であって、父アリー・イブン・アビー＝ターリブはその政治の中枢にあって深く関わっていた。

### 系図
| ムハンマド | ムハンマド | ムハンマド | ムハンマド | ムハンマド | ムハンマド |              |              |              |              |              |              | ハディーシャ | ハディーシャ | ハディーシャ | ハディーシャ | ハディーシャ | ハディーシャ |          |          |          |          |          |          |  |  |  |  |  |  |  |  |  |  |  |  |  |  |  |  |  |  |
| ムハンマド | ムハンマド | ムハンマド | ムハンマド | ムハンマド | ムハンマド |              |              |              |              |              |              | ハディーシャ | ハディーシャ | ハディーシャ | ハディーシャ | ハディーシャ | ハディーシャ |          |          |          |          |          |          |  |  |  |  |  |  |  |  |  |  |  |  |  |  |  |  |  |  |
|            |            |            |            |            |            |              |              |              |              |              |              |              |              |              |              |              |              |          |          |          |          |          |          |  |  |  |  |  |  |  |  |  |  |  |  |  |  |  |  |  |  |
|            |            |            |            |            |            | ファーティマ | ファーティマ | ファーティマ | ファーティマ | ファーティマ | ファーティマ |              |              |              |              |              |              | アリー   | アリー   | アリー   | アリー   | アリー   | アリー   |  |  |  |  |  |  |  |  |  |  |  |  |  |  |  |  |  |  |
|            |            |            |            |            |            | ファーティマ | ファーティマ | ファーティマ | ファーティマ | ファーティマ | ファーティマ |              |              |              |              |              |              | アリー   | アリー   | アリー   | アリー   | アリー   | アリー   |  |  |  |  |  |  |  |  |  |  |  |  |  |  |  |  |  |  |
|            |            |            |            |            |            |              |              |              |              |              |              |              |              |              |              |              |              |          |          |          |          |          |          |  |  |  |  |  |  |  |  |  |  |  |  |  |  |  |  |  |  |
|            |            |            |            |            |            |              |              |              |              |              |              |              |              |              |              |              |              |          |          |          |          |          |          |  |  |  |  |  |  |  |  |  |  |  |  |  |  |  |  |  |  |
|            |            |            |            |            |            | ハサン       | ハサン       | ハサン       | ハサン       | ハサン       | ハサン       |              |              |              |              |              |              | フサイン | フサイン | フサイン | フサイン | フサイン | フサイン |  |  |  |  |  |  |  |  |  |  |  |  |  |  |  |  |  |  |
|            |            |            |            |            |            | ハサン       | ハサン       | ハサン       | ハサン       | ハサン       | ハサン       |              |              |              |              |              |              | フサイン | フサイン | フサイン | フサイン | フサイン | フサイン |  |  |  |  |  |  |  |  |  |  |  |  |  |  |  |  |  |  |
|            |            |            |            |            |            |              |              |              |              |              |              |              |              |              |              |              |              | アリ―    |          |          |          |          |          |  |  |  |  |  |  |  |  |  |  |  |  |  |  |  |  |  |  |
|            |            |            |            |            |            |              |              |              |              |              |              |              |              |              |              |              |              |          |          |          |          |          |          |  |  |  |  |  |  |  |  |  |  |  |  |  |  |  |  |  |  |

## カリフ権とアリー家
フサインの父アリーは656年、カリフ職に就き、以降661年まで務めた。アリーのカリフ位は常に脅かされており、ついにはクーファにおいてイブン・ムルジームによって殺害された。アリーの息子ハサンは父の死を受けてカリフに即位、アリーを破ってカリフに即位したシリア総督ムアーウィヤは次いでハサンとの戦いに臨もうとしていた。ハサンとムアーウィヤの勢力は何回か衝突したが決定的な決着には至らず、ハサンは人々の命を救い、イスラム教を守るためにカリフを辞任し、ムアウィヤと平和条約に調印した。ハッサンは「この平和はフダイビーヤの和議（メッカの異教徒によって反故にされた和訳）のようだ」と述べた。ムアーウィヤは平和条約の全条項を反故にした。
ハサンとフセインは、預言者の孫としての指導権を主張し続けた。預言者の孫・カリフの息子として指導権保持の主張を維持したのである。ハサンは669年に死去した（ムアーウィヤは東ローマ帝国から毒を調達し、ハサンの妻にハサンを毒殺するためにそれを与えた）。フセインはアラウィー派の指導者になった。ムアーウィヤが生きている限り、フセインは平和条約を遵守した。平和条約に反して、ムアーウィヤは息子のヤズィードを後継者として発表した。 実際、ムアーウィヤはカリフ制を世襲制に変えた。ヤズィード1世 はワインを飲み、イスラム教の規則に従わなかった。このため、フセインはヤズィードがカリフになったと言われたとき、「ヤズィードのような者がカリフになればイスラム教は破壊されるだろう」と述べた。
ヤズィードはクファの支配者にフセインを逮捕する命令したが、フセインは彼の家族と共にメッカに逃れた。

## 戦いの前に
ムアーウィヤ1世の死後、彼はヤズィード1世への忠誠を誓わず、家族と一緒にメッカに行き、そこに4か月滞在した。 クーファの人々、主にシーア派は、ムアーウィヤの死に満足し、フセインに手紙を書き、ヤズィードの支配をもはや容認せず、フサインに忠誠を誓うことを望んでいると述べた。
フセインは調査のためにいとこをそこに送った。それから、クーファの新しい支配者の結果として、人々はパニックになり、彼を放っておいた。
フセインは千人の軍隊に止められた。彼らはフセインがクーファや他の都市に行くことを許可しなかった。

## カルバラーの戦い

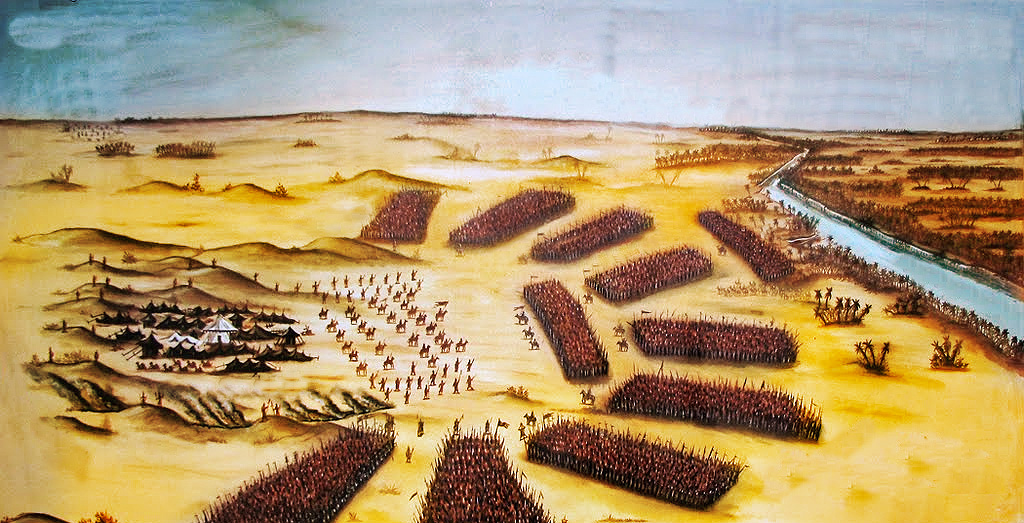
ヤズィード軍団とフセイン軍団の位置

10日目の朝(アーシューラー)、フセインは同盟国に戦争の準備をさせた。彼はクーファ軍にムハンマドの家族の状況とムハンマドが彼と彼の兄弟ハッサンを天国で最高の若者と呼んだという彼の言葉を思い出させ、それから彼は彼らにヤズィードを殺すことは正しいことであるかどうかについて考えるように頼んだ。それから彼は彼に来るように彼に言った人々を叱責した。彼はイスラムの土地の1つに行く許可を求めました。しかし、彼は再びヤズィードに降伏するように求められた。フセインは決してあきらめないだろうと答えた。
クーファ軍団が発砲し始めた。彼らは右から攻撃したが、フセイン支持者からの抵抗に直面した後、撃退された。司令官は兵士たちに白兵戦をし、遠くからだけ撃つように命じた。
フセインと彼の仲間は前に出ることができるだけであり、指揮官は彼の軍隊にフセインのテントを四方八方から攻撃するように命じたが、彼らはできなかった。シャマーは女性と子供たちのテントを燃やしたかったが、彼の仲間は彼にそうしないように説得した。 
フセインの支持者たちは一人ずつ戦場に出て殺され、フセインと彼の兄弟アッバスだけが残った。アッバスは子供たちのために水を汲みに行き、川に来て水入れを満たしましたが、自分で水を飲みませんでした。 テントに戻る途中、彼は500人の狙撃兵に襲われて撃たれた。 彼はフセインの子供たちのために水を持参できなかったことをとても悲しく思いました。 彼は重傷で亡くなりました。

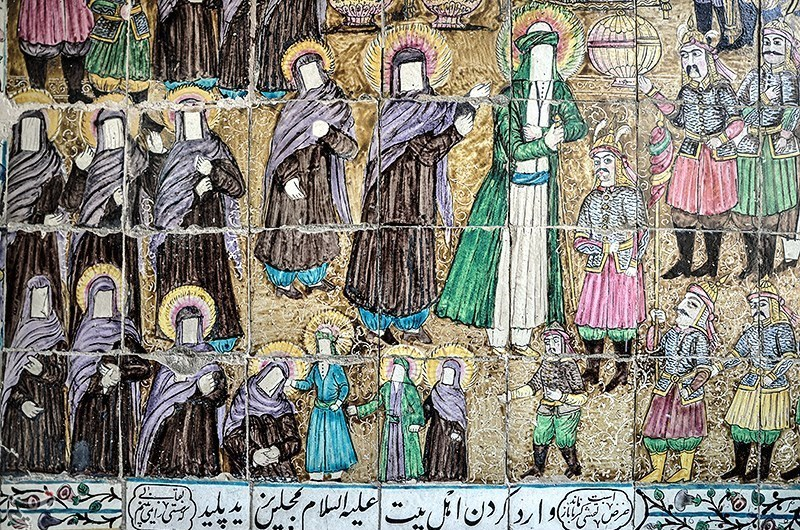
ヤズィード宮殿で

フセインは彼の戦争のユニフォームを脱いだ。 それから彼は喉が渇いた生後6ヶ月の赤ちゃんアリ・アスガルを手に取り、敵に赤ちゃんのための水を求めました。 しかし、ハルマラは子供の首に矢を放ちました。フセインは子供の血を自分の手にぎ、それを空に振りかけた。
フセインは怪我のひどさのために地面に倒れるまで一人で戦った。 陸軍司令官はフセインの頭を体から外すと言ったが、誰も前に出てこなかった。 シャマーがフセインの頭を緊張から解放するま。
カルバラーの戦いは680年10月10日の朝から夕方まで続いた。
兵士たちはすべてのテントに火を放ち、すべてを略奪しました。 3日後、アサディアンの部族はフセインの頭のない体を他の死者と同じ場所に埋めました。フセインが殺され、テントが略奪された後、フセインの家族は捕らえられました。
フサインとその近しい人びとの首は、生存した女子供らとともに、ダマスクスのヤズィードのもとへと送られた。。
ヤズィードの宮殿でのフセインの妹のスピーチで、ヤズィードはすべての財産を返還し、敬意を表してメディナに送った。 数年後、人々は殺人者に反抗しました。

## 埋葬

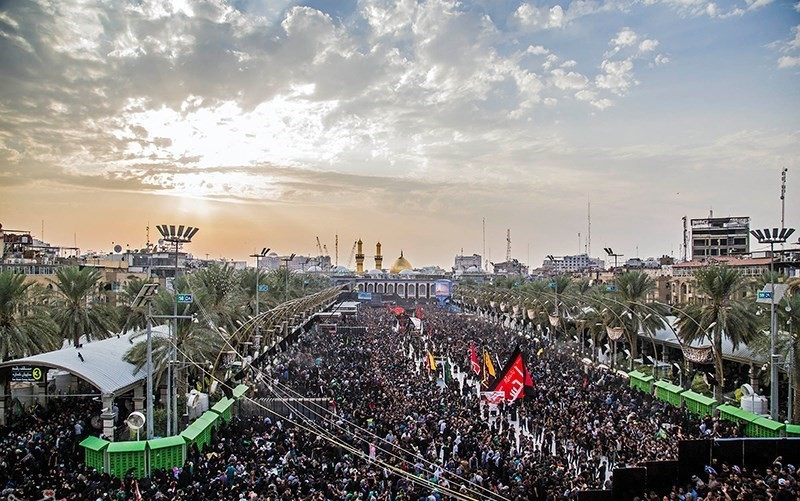
フサインとその営所の死んだ人々の埋葬地はこの二軒のモスクになった - カルバラー, イラク。

フサインの遺骸はその没地に近いカルバラーの街に葬られたという。首も多くの記録によると、のちに取り戻され、体と合わせて埋葬されたとされるが、逆にシリアにあるままで、その支持者らとともに葬られたとする見解もある。カルバラーのフサイン埋葬地には、のちにイマーム・フサイン廟(en)が立てられ、現在もシーア派ムスリムの参詣する聖地となっている。

## コーランとハディースで
多くのスンニ派とシーア派の学者は、スーラ（人間）を解釈するとき、それはアリとファチマの物語と彼らの子供たちの病気と回復の誓いのために明らかにされると言います。
モハンマド・ホセイン・タバタバイは次のように述べています。ムバヒラの事件は、イスラム教の預言者が家族とナジュラーンのキリスト教徒と対峙した物語です。タバタバイは、ナレーションによると、（私たちの子供たち）はムバヒラハッサンとフセインのアーヤ意味されていたと言います。
スーラ相談の23節の解釈の中で、アルミザンのタバタバイは、コメンテーターのさまざまなことわざを報告し批判しながら、«مَوَدَّتِ قُربیٰ» の意味はムハンマドの家族（すなわち、アリ、ファチマ、ハッサンとフセイン）。スンニ派のコメンテーターもこの問題に言及しています。

### フセインの運命のニュース
砂丘の15節は、多くの痛みと苦しみに苦しんでいる妊婦について語っています。 この部分は、ファチマと子フセインへの言及です。 その時、神はこの孫の運命のためにムハンマドに哀悼の意を捧げました。ムハンマドはこれを彼の友人やに話しました。
神は、ザカリアのようなフセインの殺害について以前の預言者に知らせていました。

## 道徳的特徴
彼は貧しい人々と一緒に食事をし、彼らを自分の家に招待して彼らを養った。アムル・イブン・アル＝アース （ムアーウィヤ の顧問）は、彼を私の地球人の中で最も愛されている天国の人々と見なした。 フセインの道徳的資質の中には、謙虚さ、雄弁さ、そして最後に、死を恐れない、恥ずべき人生を避ける、プライドなど、彼の行動に使用できる特定の資質がある。 フセインはメディナでの寛大さで知られていした。  

## フセインの夫と子供たち
フセインには4人の妻がいた。 彼女の子供たちについては7から10人の子供たちの説がある。彼の最も有名な子供たち：
彼女が生きている限り、カルバラーの戦いについて人々に話した彼の娘サキネ。
彼の長男アリ・アクバルは、カルバラーの戦いで殺された。 ムアーウィヤは彼について次のように述べていた。アリ・アクバルは私に次ぐ最高の後継者であった可能性がある（彼が父親から離れていた場合）。
ザイヌルアービディーン、4番目のシーア派イマームになった。
カルバラーの戦いで殺された生後6か月の息子、アリ・アスガル（またはアブドゥラ）。

## シーア派におけるフサイン
全てのシーア派はフサインをイマーム、また殉教者の長（サイイド・アッ＝シュハダー）と考える。シーア派記録は一様にフサインはその努力の絶望的なことを知りつつも、なおイスラームとウンマをヤズィードから救うべく殉教への道を歩みだしたとしている。つまりシーア派信仰のなかでは自ら進んで宗教的義務と思われるものの犠牲となったのだと考えるのである。こうしてフサインは確信を秘めた勇気の持ち主として、また専制への抵抗者のモデルとなった。アーシューラーは、その悲嘆の日として、毎年フサインに捧げられる。

## フサインの格言（伝）
1. 神よ。ああ、汝を見失いし者の見いだしたりしは何ぞ。汝を見いだしたる者の見失うは何ぞ。
2. 贈物を目当てに神を崇める者あり、これ商人の崇拝。罰をおそれて神を崇める者あり。奴隷の崇拝。感謝を捧げ、神を崇める者あり。真の崇拝にして、最高の崇拝。